# Сторони у Громадянській війні у Росії

## Більшовики
- Російська Соціалістична Федеративна Радянська Республіка
- Українська Народна Республіка Рад
- Донецько-Криворізька Радянська Республіка
- Одеська радянська республіка
- Радянська Соціалістична Республіка Тавриди
- Кримська Автономна Радянська Соціалістична Республіка
- Бессарабська Радянська Соціалістична Республіка
- Північно-Кавказька Радянська Республіка
- Донська радянська республіка
- Кубано-Чорноморська Радянська Республіка
- Кубанська Радянська Республіка
- Чорноморська радянська республіка
- Терська радянська республіка
- Чорноморська радянська республіка
- Горська Автономна Радянська Соціалістична Республіка
- Туркестанська Автономна Радянська Соціалістична Республіка
- Автономна Радянська Соціалістична Республіка Німців Поволжя
- Українська Радянська Соціалістична Республіка
- Молдавська Автономна Радянська Соціалістична Республіка
- Білоруська Радянська Соціалістична Республіка
- Закавказька Соціалістична Федеративна Радянська Республіка
- Азербайджанська Радянська Соціалістична Республіка
- Вірменська Радянська Соціалістична Республіка
- Грузинська Радянська Соціалістична Республіка
- Соціалістична Радянська Республіка Абхазія
- Комуна трудового народу Естонії
- Литовсько-Білоруська Радянська Соціалістична Республіка
- Соціалістична Радянська Республіка Білорусі
- Литовська радянська республіка
- Галицька Соціалістична Радянська Республіка
- Бухарська Народна Радянська Республіка
- Хорезмська Соціалістична Радянська Республіка
- Тимчасовий революційний комітет Польщі
- і т.д.

### Союзники Більшовиків
- Турецька Республіка

- Фінська Соціалістична Робітнича Республіка

- Радянська республіка матросів та будівельників

- Ісколат

- Руська Країна

- Бакинська комуна

- Гілянська Радянська Соціалістична Республіка

- Тувинська Народна Республіка

- Монгольська Народна Республіка
- Далекосхідна республіка

 Зелена армія
 Махновський рух

## Білий рух
- Російська держава
- Збройні сили Півдня Росії
- Донська армія
- Астраханська армія
- Кубанська армія[ru]
- Кримсько-Азовська Добровольча армія
- Кавказька армія[ru]
- Південна армія
- Російська армія Врангеля
- Приамурське державне утворення
- Земська рать
- Сибірська армія[ru]
- Північно-Західна армія
- Комітет членів Установчих зборів
- Північна Область[ru]
- Західна добровольча армія
- Російська Східна Окраїна
- і т.д

### Союзники Білого руху
- Туркестанська автономія

- Кубанська Народна Республіка

- Всевелике Військо Донське

- Сибірська республіка

- Забайкальська республіка

- Оренбурзький козачий круг

- Соціалісти-революціонери

- Чехословацький корпус

- Богдо-ханська Монголія

- Каджари

- Алашська автономія

- Держава Башкортостан

- Бухарський емірат

- Хівинське ханство

- Білофіни

## «Третя сила»
- Партія лівих соціалістів-революціонерів

- Зелена армія

-  Тамбовське повстання

- Кронштадтське повстання
- Лівенське повстання[ru]
- Махновський рух

- Басмачі

## Держави, що проголосили незалежність, і інтервенти
- Фінляндія
- Республіка Північна Інгрія
- Північнокарельська держава
- Латвія
- Литва
- Естонія
- Польська Республіка (1918—1939)
- Білоруська Народна Республіка
- Молдовська Демократична Республіка
- Українська Народна Республіка

-  Західноукраїнська Народна Республіка
  -  Гуцульська Республіка
  -  Команчанська Республіка

-  Кубанська Народна Республіка
-  Зелений Клин
-  Кримська Демократична Республіка

- Всевелике Військо Донське
- Північно-Кавказький емірат
- / Республіка Горців Кавказу
- Грузинська Демократична Республіка
- Республіка Вірменія
- Азербайджанська Демократична Республіка

і т.д.

## Іноземна інтервенція

### Інтервенція Антанти
- Британська імперія
- Третя французька республіка
- Сполучені Штати Америки
- Королівство Італія
- Грецьке королівство
- Румунське королівство
- Японська імперія
- Республіка Китай
- Датські добровільці
- Шведські добровільці

### Інтервенція Центральних держав
- Австро-Угорщина
- Німецька імперія
- Османська імперія
- Болгарські добровільці

#### Держави під протекторатом Центральних держав
- Королівство Польща
- Українська Держава
- Герцогство Курляндії
- Об'єднане Балтійське герцогство
- Литовське королівство (1918)
- Королівство Фінляндія
- Білоруська Народна Республіка
- Закавказька Демократична Федеративна Республіка
- Всевелике Військо Донське